# صلاح (اسم)
صَلَاح هو اسم علم مذكر من أصل عربي، قد يُستخدم كاسم أول فيما يردُ في أحيان أخرى كنسب أو حتى كاسم وسطي. ومعناه هو الاسْتقَامَة والسلامة من الْعَيْب.

## المعنى
يعني اسمُ صلاح الاستقامة والخلو من الفساد. يردُ هذا الاسمُ في أحيانٍ أخرى على شاكلة مُركّبة على غِرار صلاح الدين الذي يعني الشخص المكافح للفساد ويُعدّ هذا الاسم من من الألقاب الأميرية حيثُ حملهُ صلاح الدين الأيوبي.

## الشخصيّات

### اسم أوّل
• صلاح الدين عصيدة : مصمم داخلي
- صلاح إنترتاينر: راقصةُ هيب هوب
- صلاح عبد الصبور: شاعر وكاتب مسرحي مصري
- صلاح البلوشي: بحريني احتُجز وجرى تعذيبهُ في الولايات المتحدة بتهمة الإرهاب
- صلاح أبو سيف: مخرج سينمائي مصري
- صلاح أحمد إبراهيم: كاتب وشاعر ودبلوماسي سوداني
- صلاح أمين: لاعبُ كرة قدم مصري
- صالح عصاد: لاعب كرة قدم جزائري
- صلاح البندر: صحفي استقصائي
- صالح بوشكريو: لاعب كرة يد جزائري
- صلاح عز الدين: رجل أعمال لبناني
- صلاح الحمداني: شاعر وممثل مسرحي عراقي
- صلاح حيسو: عداء مسافات طويلة مغربي
- صلاح جديد: سياسي سوري
- صلاح جاهين: شاعر وكاتب مسرحي مصري
- صلاح خلف: ورئيس المخابرات في منظمة التحرير الفلسطينية وَمسؤول كبير في حركة فتح
- صالح لرباس: لاعب كرة القدم جزائري
- صلاح منصور: ممثل سينمائي مصري
- صلاح محسن: لاعب كرة قدم مصري
- صالح الماجري: لاعب كرة سلة تونسي
- صلاح نصر: رئيس سابق لمديرية المخابرات العامة المصريّة
- صلاح عمر العلي: سياسي عراقي
- صلاح سالم: ضابط عسكري وسياسي مصري
- صلاح سمادي: لاعب كرة قدم جزائري
- صلاح شحادة: عضو في حركة حماس الفلسطينية
- صلاح سليمان: لاعب كرة قدم مصري
- صلاح ستيتية: كاتب وشاعر لبناني
- صلاح السحيمات: سياسي وعضو في البرلمان الأردني
- صلاح طاهر: رسام مصري
- صالح طريف: سياسي كانَ قد شغل منصب عضو في الكنيست الإسرائيلي
- صلاح الطبيقي: ضابط سعودي
- صلاح ذو الفقار: ممثل مصري
- صلاح البدير: قارئ وإمام وخطيب المسجد النبوي

### اسم أوسط
- أحمد صلاح علوان: لاعب كرة قدم عراقي
- أحمد صلاح حسني: لاعب كرة قدم مصري
- علي صلاح هاشم: لاعب كرة قدم عراقي
- محمد الصالح مزالي: مؤرخ سياسي تونسي

### اسم العائلة
- حسين أحمد صلاح: عداء مسافات طويلة جيبوتي
- مها ناجي صلاح: كاتب اليمني
- رائد صلاح: زعيم الفلسطيني
- يحيى صلاح: كاتب وباحث يمني
- أرتورو صلاح: كرة قدم تشيلي
- إبراهيم صلاح: لاعب كرة قدم مصري
- لؤي صلاح: لاعب كرة قدم عراقي
- محمد صلاح: لاعب كرة قدم مصري
- محمد صلاح: مدرب كرة قدم مصري

### استخدامات أخرى
- ابن الصلاح: مؤلف وعالِم في مجال الفقه والحديث